# Paranandra
Paranandra is een kevergeslacht uit de familie van de boktorren (Cerambycidae). De wetenschappelijke naam van het geslacht werd voor het eerst geldig gepubliceerd in 1940 door Breuning.

## Soorten
Paranandra omvat de volgende soorten:
- Paranandra aletretioides Breuning, 1940
- Paranandra andamanensis Breuning, 1940
- Paranandra ceylonica Breuning, 1950
- Paranandra interrupta Breuning, 1948
- Paranandra keyensis Breuning, 1982
- Paranandra laosensis Breuning, 1942
- Paranandra plicicollis Breuning, 1940
- Paranandra strandiella Breuning, 1940
- Paranandra vittula (Schwarzer, 1931)